# Chapapote

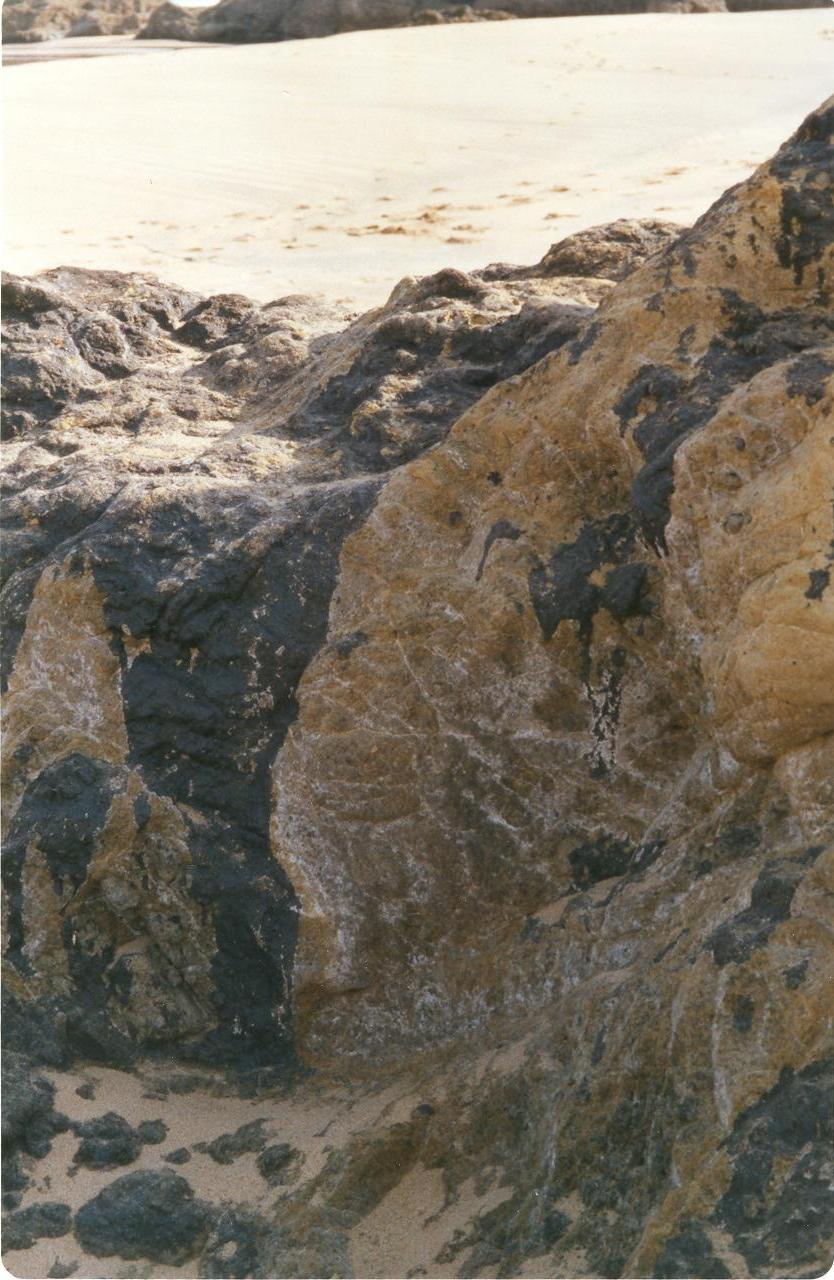
Restos de chapapote del Prestige en San Juan de Gaztelugatxe en el País Vasco.

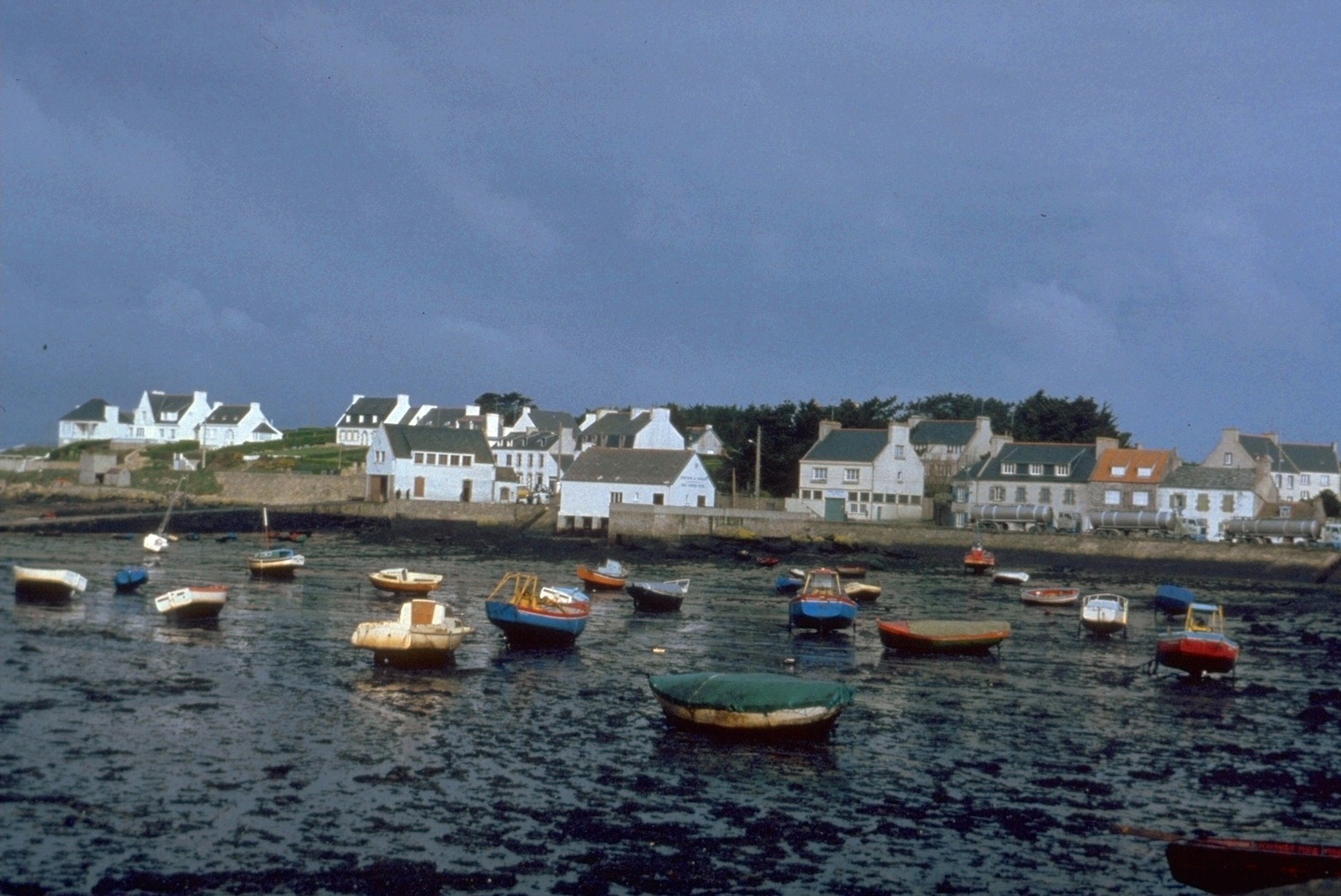
Efectos de la marea negra que produjo en Amoco Cadiz en 1978.

El chapapote o chapopote, también conocido por otros localismos como, pichi, chapote, fuel, galipote, o galipó (o galipot) es un sinónimo utilizado para asfalto. La palabra proviene del náhuatl y es de uso corriente en México y otros países americanos; donde se ha usado desde la antigüedad para referirse al petróleo crudo, tanto al que llegaba a las costas por filtraciones naturales desde el subsuelo marino, así como de las filtraciones en tierra, de donde era tomado para diversos usos. Parece ser que en otras latitudes retoman el término deformado como chapapote para referirse específicamente a los derrames de petróleo en el océano.

## Desastres de relevancia
El derrame provocado por el buque monocasco Prestige (13 de noviembre de 2002) desembocó en una gran marea negra en Galicia, que afectó también al resto de la costa norte de España (Asturias, Cantabria y País Vasco) y al sudoeste de Francia. El desastre ecológico movilizó a miles de voluntarios para limpiar las costas y dio lugar a la creación del movimiento Nunca Máis.

## Uso del término
Desde entonces, se populariza el término chapapote para referirse erróneamente al petróleo o aceite mineral soltado accidentalmente por los barcos hacia la costa, en ocasiones procedente de sus tanques de combustible o maquinaria, o por vertidos accidentales. 
Pero resulta igualmente confuso hablar de "chapapote" para referirse a los vertidos efectuados en cualquier costa, por dicho carácter de localismo. Así, en el País Vasco se hablaría de galipó o galipot.